# Tomonobu Itagaki
Tomonobu Itagaki (板垣 伴信, Itagaki Tomonobu) är verksam som spelutvecklare i Japan. Tomonobu är före detta ledare för en grupp spelutvecklare med namnet Team Ninja. År 2008 lämnade Tomonobu Itagaki Team Ninja.